# Světelný sloup

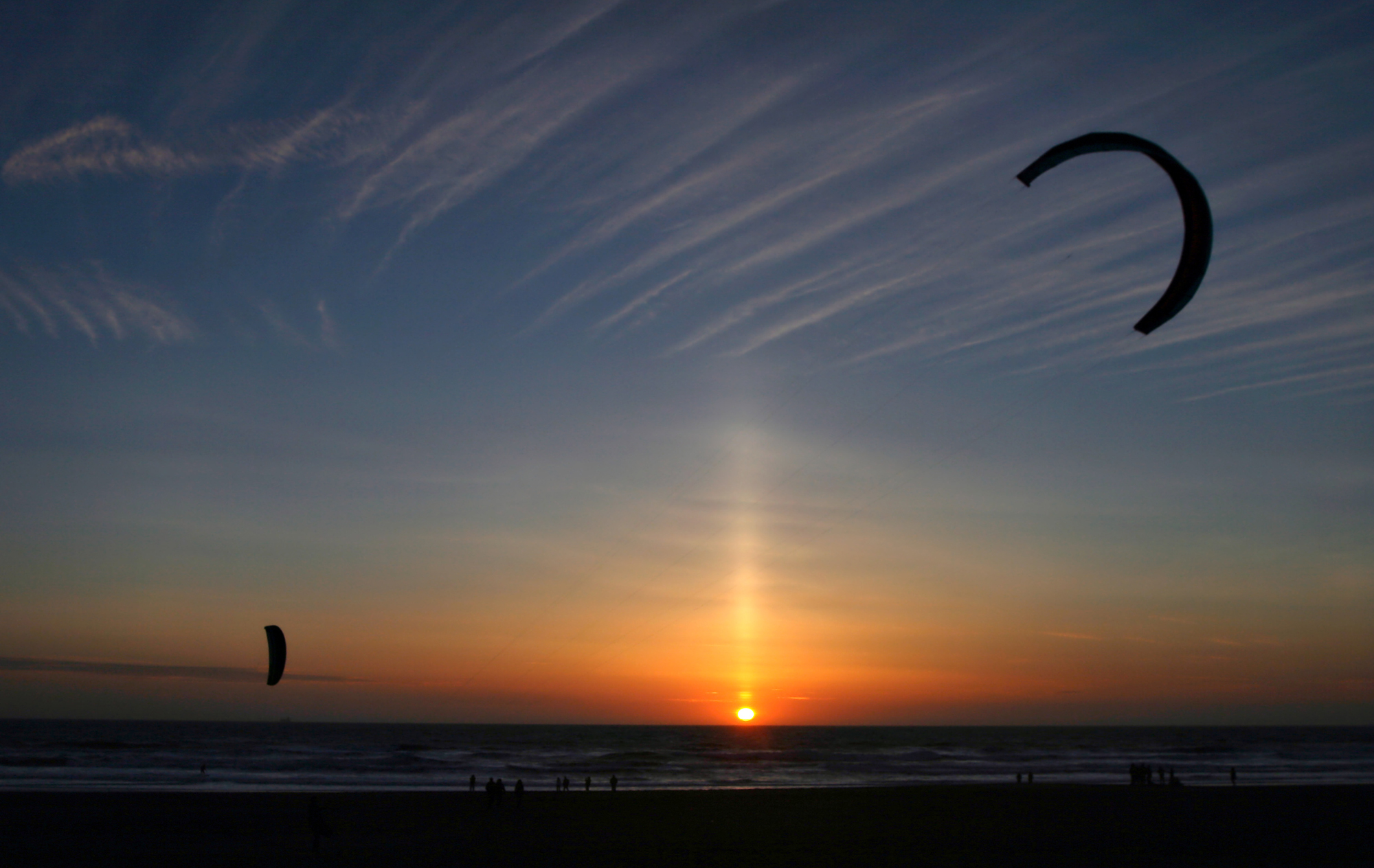
Světelný sloup

Světelný nebo ledový sloup je atmosférický optický jev, při kterém se svislý paprsek světla táhne nad / pod světelným zdrojem. Tento efekt vzniká odrazem světla od drobných ledových krystalků rozptýlených v atmosféře, nebo v oblacích ve vysokých nadmořských výškách (například cirrostratus nebo cirrus).  Pokud je zdrojem světla Slunce (obvykle, když se nachází blízko obzoru nebo dokonce pod ním), nazývá se tento jev sluneční sloup. Světelné sloupy však mohou být způsobeny i Měsícem nebo pozemskými zdroji, jako jsou pouliční lampy a sopečné erupce.

## Vznik světelných sloupů

Schéma světelných sloupů

Vzhledem k tomu, že světelné sloupy vznikají interakcí světla s ledovými krystaly, řadí se mezi halové jevy. Krystaly zodpovědné za tento úkaz se skládají z šestiúhelníkových destiček, které se při pádu vzduchem řadí víceméně horizontálně. Každý krystal funguje jako malé zrcadlo, které odráží světelné zdroje pod ním. Přítomnost krystalů v různých výškách pak způsobuje, že se odraz protahuje vertikálně do podoby sloupu. Čím větší a početnější jsou krystaly, tím výraznější je pozorovaný efekt.
Za velmi chladného počasí se ledové krystaly mohou vznášet blízko země; v takovém případě se tento jev nazývá diamantový prach.
Na rozdíl od skutečného světelného paprsku se světelný sloup fyzicky nenachází nad ani pod zdrojem světla. Jeho vzhled jako svislé čáry je optický klam, který vzniká kolektivním odrazem od ledových krystalků. Nicméně pouze ty krystaly, které se nacházejí ve společné svislé rovině, směřují světelné paprsky k pozorovateli. Je to podobné, jako když pozorujete zdroj světla na vodní ploše. Vlnky na hladině vody odrážejí zdroj světla v mnoha směrech, a ty, které směřují k pozorovateli, se spojují a vytvářejí jasnou čáru vedoucí ke zdroji světla.